# Sarntal
Sarntal (wł. Sarentino) – miejscowość i gmina we Włoszech, w regionie Trydent-Górna Adyga, w prowincji Bolzano.
Liczba mieszkańców gminy wynosiła 6863 (dane z roku 2009). Język niemiecki jest językiem ojczystym dla 98,44%, włoski dla 1,45%, a ladyński dla 0,11% mieszkańców (2001).